# Maculinea caeruleomarginata
Maculinea caeruleomarginata är en fjärilsart som beskrevs av Tutt 1914. Maculinea caeruleomarginata ingår i släktet Maculinea och familjen juvelvingar. Inga underarter finns listade i Catalogue of Life.